# Anthophiura ingolfi
Anthophiura ingolfi är en ormstjärneart som beskrevs av Fasmer 1930. Anthophiura ingolfi ingår i släktet Anthophiura och familjen fransormstjärnor. Inga underarter finns listade i Catalogue of Life.